# Jernej Kopač
Jernej Kopač, slovenski industrialec, * 22. avgust 1861, Breznica pri Žireh, † 4. april 1946, Ljubljana.

## Življenje in delo
Ljudsko šolo je obiskoval doma, med 1878 in 1883 pa obrtno šolo v Ljubljani, kjer se je izučil svečarstva. Iz Ljubljane je odšel v Gorico, kjer je bil med 1883 in 1890 pomočnik nato pa je ustanovil svojo svečarno. V Gorici je ostal do novembra 1915, nato ustanovil leta 1916 svečarno v Ljubljani. 
Kopač se je v Gorici aktivno udeleževal gibanja goriških Slovencev v vrstah Sloge in pozneje SLS. Bil je med ustanovitelji šolskega društva Šolski dom, sodeloval je pri gospodarskih organizacijah (Trgovsko obrtno društvo, Centralna posojilnica, Zadružna zveza) in pri Krščansko socialistični zvezi za Goriško. Bil je med podporniki Novega časa in ustanovitelj katoliškega tiskovnega društva v Gorici. 